# Kiiroi Osora de Boom Boom Boom
Singles par Shuffle Units
Akai Nikkichō
(2000) Summer Reggae! Rainbow
(2001)
 Kiiroi Osora de Boom Boom Boom  (黄色いお空でBOOM BOOM BOOM) est l'unique single du groupe temporaire Kiiro 5 (黄色5, Kiiro Five), sorti en 2000.

## Présentation
Le single sort le 8 mars 2000 au Japon sur le label zetima, écrit et produit par Tsunku. Il atteint la 3e place du classement de l'Oricon, et reste classé pendant dix semaines, se vendant à 475 970 exemplaires durant cette période. 
C'est l'un des trois singles sortis simultanément dans le cadre des premières Shuffle Units du Hello! Project. Trois groupes temporaires, composés de divers artistes du H!P, sont créés le temps d'un unique single chacun, en compétition amicale pour les ventes de leur disque : 
Kiiro 5, Akagumi 4 (avec Akai Nikkichō), et Aoiro 7 (avec Aoi Sports Car no Otoko). C'est Akagumi 4 qui en vendra le plus, suivi de Kiiro 5.
La chanson-titre figurera avec celles des deux autres singles sur la compilation d'artistes du H!P Petit Best ~Ki Ao Aka~ qui sort le mois suivant, puis sur la compilation Hello! Project Shuffle Unit Mega Best de 2008. Elle sera reprise en solo par deux des membres du groupe : d'abord par Michiyo Heike sur son album For Ourself ~Single History~ qui sort en fin d'année, puis par Natsumi Abe sur son premier album en solo Hitori Bocchi qui sortira quatre ans plus tard. Elle sera souvent interprétée lors de concerts du Hello! Project par différentes formations, à la suite des départs successifs de ses interprètes originaux au fil des ans.
La chanson en « face B » Hello! no Theme (…) est une version interprétée à cinq du générique de l'émission télévisée du H!P Hello! Morning. Chaque shuffle unit en a interprété sa propre version en « face B » de son single. Une version interprétée par les seize membres des trois groupes réunis figurera aussi sur la compilation Petit Best ~Ki Ao Aka~.
Le clip vidéo de la chanson-titre figurera sur la vidéo (DVD, futur « Single V ») en commun The Ki Ao Aka qui sortira le 24 mai 2000, puis sur les versions DVD des compilations Petit Best ~Ki Ao Aka~ et Shuffle Unit Mega Best.

## Membres
- Natsumi Abe (Morning Musume)
- Kei Yasuda (Morning Musume)
- Ayaka Kimura (Coconuts Musume)
- Ruru (T&C Bomber)
- Michiyo Heike (en solo)

(note : Ruru sera remplacée en fin d'année par Ai Kago de Morning Musume, à la suite de la séparation de T&C Bomber et à son départ du H!P)

## Liste des titres
1. Kiiroi Osora de Boom Boom Boom  (黄色いお空でBOOM BOOM BOOM?)
2. Hello! no Theme (Kiiro 5 version)  (Hello!のテーマ(黄色5 version)?)
3. Kiiroi Osora de Boom Boom Boom (Instrumental)  (黄色いお空でBOOM BOOM BOOM...?)